# Corythalia porphyra
Corythalia porphyra là một loài nhện trong họ Salticidae.
Loài này thuộc chi Corythalia. Corythalia porphyra được Brüning & Cutler miêu tả năm 1995.